# Jakob Schoenmackers
Jakob Schoenmackers (* 26. Mai 1912 in Geldern; † 22. November 1982 in Aachen) war ein deutscher Pathologe und Hochschullehrer.

## Leben
Schoenmackers studierte Medizin an der Albert-Ludwigs-Universität Freiburg, der Philipps-Universität Marburg, der Ludwig-Maximilians-Universität München und der Medizinischen Akademie Düsseldorf. Er bestand 1936 in Düsseldorf das Staatsexamen und wurde im selben Jahr zum Dr. med. promoviert. Medizinalpraktikant war er in Duisburg. Unterbrochen durch die Teilnahme am Zweiten Weltkrieg, war er anschließend neun Jahre bei Arthur Wilke in der Pathologie der Städtischen Krankenanstalten Essen.
1947 wechselte er an die Medizinische Akademie Düsseldorf. Bei Paul Hübschmann habilitierte er sich 1948. Unter Hubert Meessen wurde er 1954 zum apl. Professor ernannt.
Seit dem 1. November 1960 Direktor des Pathologisch-Bakteriologischen Instituts der Städtischen Krankenanstalten Aachen, wurde er 1966 als Ordinarius für Pathologie in den Lehrkörper der RWTH Aachen aufgenommen. 1966/67 war er Dekan der Medizinischen Fakultät.